# Le Siffleur tragique (film, 1931)
Pour les articles homonymes, voir Le Siffleur tragique.
Le Siffleur tragique (Fair Warning) est un film américain réalisé en 1931 par Alfred L. Werker.

## Synopsis
Un cow-boy affronte des hors-la-loi aidé par une jeune femme éprise de lui.

## Fiche technique
- Réalisation : Alfred L. Werker
- Image : Ross Fisher
- Scénario : Ernest Pascal, d'après le roman de Max Brand : The Untamed
- Production : Fox Film Corporation
- Pays d'origine : États-Unis
- Durée : 74 minutes
- Genre : western, noir et blanc
- Dates de sortie :
  - États-Unis : 1er février 1931
  - France : 18 mars 1932

## Distribution
- George O'Brien : Dan Barry
- Louise Huntington : Kate Cumberland
- Mitchell Harris : Jim Silent
- George Brent : Les Haines
- Alphonse Ethier : Mr Cumberland
- Nat Pendleton : Purvis
- Ernie Adams : Jordan
- John Sheehan : Kelduff
- Erwin Connelly : Morgan
- Willard Robertson : Tex Calder

## Adaptations
Il y a eu, en 1920, un film intitulé The Untamed réalisé par Emmett J. Flynn, tiré du même roman.